# Леердамер
Леердамер (на нидерландски: Leerdammer kaas) е вид полутвърдо сирене от краве мляко, което се произвежда в района на гр.Леердам, Нидерландия.

## История
Сиренето Леердамер започва да се прави първоначално през 1914 г. от холандците Cees Boterkooper и Bastian Baarsce в селцето Схонревуд, намиращо се в община Леердам, откъдето идва и неговото название). През 1977 г. в Нидерландия започва неговото промишлено производство.
От 2002 г. правата за производство на Леердамер принадлежат на френската компания „Fromageries Bel“. В наши дни основни потребители на тази марка сирене, освен Нидерландия, са Германия, Италия, Австрия, Франция, Швейцария, Великобритания, Канада и САЩ.

## Характеристика
Леердамер има кремаво-бял външен вид, леко еластична полутвърда текстура с много дупки, и се отличава със сладък орехов вкус и аромат, които с течение на узряването стават по-силно изразени. Вкусът му наподобява знаменитите марки сирене Гауда и Ементал.
В 100 гр. сирене Лердамер се съдържат 28 гр.протеини, 28 гр. мазнини, 0 гр. въглехидрати и захари, 680 мгр. натрий; енергийно съдържание: 364 Ккал.; кора: боя и консервант E235 E160b. Съдържанието на мазнини е около 45 % от сухото вещество.

## Производство и видове
Произвежда се от пасьоризирано краве мляко, на кръгли пити с тегло около 12 кг. Леердамер се произвежда в няколко разновидности: Leerdammer original, Leerdammer Lightlife, Leerdammer Yoghu, Leerdammer Caractère и Leerdammer Delacrème.

## Консумация
Сиренето може да се консумира с хляб като предястие или като закуска. Лердамер може да се пържи или пече на скара, използва се и за приготвянето на много ястия.